# Lathus-Saint-Rémy

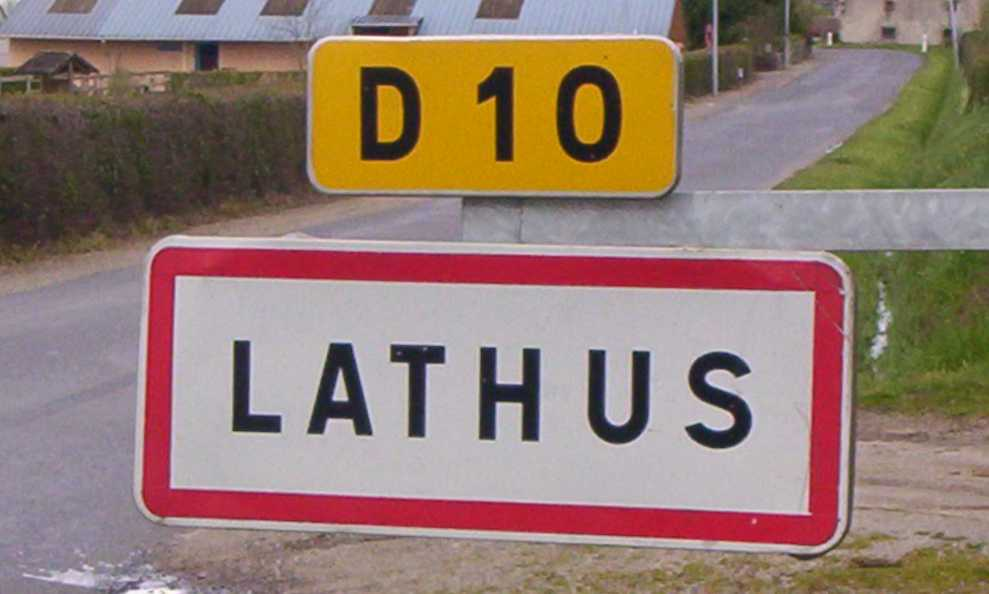
Panneau d'entrée du bourg de Lathus

Lathus-Saint-Rémy là một xã, tọa lạc ở tỉnh Vienne trong vùng Nouvelle-Aquitaine, Pháp. Xã này có diện tích 98,28 km², dân số năm 2006 là 1216 người. Xã nằm ở khu vực có độ cao trung bình 180 m trên mực nước biển.

## Biến động dân số
| Năm | 1962 | 1968 | 1975 | 1982 | 1990 | 1999 | 2006 |
| --- | ---- | ---- | ---- | ---- | ---- | ---- | ---- |
| Dân số | 1913 | 1760 | 1644 | 1525 | 1345 | 1258 | 1216 |
| From the year 1962 on: No double counting—residents of multiple communes (e.g. students and military personnel) are counted only once. |      |      |      |      |      |      |      |